# Quinceañera (telenovela)
Quinceañera es una telenovela juvenil mexicana de 1987 producida por Carla Estrada para Televisa. Está basada en la película del mismo nombre de 1960.
La historia está protagonizada por Adela Noriega, Ernesto Laguardia, Thalía y Rafael Rojas, con las participaciones antagónicas de Sebastián Ligarde, Nailea Norvind, Julieta Egurrola, Armando Araiza, Inés Morales y Karen Sentíes, además de las actuaciones estelares de Blanca Sánchez, Jorge Lavat, Luis Bayardo, Margarita Sanz y Fernando Ciangherotti.
Es reconocida por ser una de las primeras historias juveniles del género y una de las primeras en abordar temas como la violación, la delincuencia juvenil, el consumo de drogas y el embarazo adolescente. Quinceañera fue nombrada por Associated Press como una de las 10 telenovelas más influyentes jamás emitidas en Latinoamérica. En 2010, se ubicó en el puesto número 7 de la lista de las '20 mejores telenovelas' de People en Español. En 2024, su tema principal interpretado por Timbiriche se ubicó en el puesto número 32 de la lista de las 100 mejores canciones de telenovelas de Billboard Español.

## Argumento
Maricruz y Beatriz son grandes amigas. Beatriz viene de una familia muy rica y Maricruz es de una familia muy humilde. Ambas están a punto de convertirse en quinceañeras y se preparan para dejar atrás su niñez. Maricruz, con su belleza, atrae la atención de dos muchachos: Pancho, un chico trabajador de buenos sentimientos, y Memo, el punk de la vecindad.
Maricruz se enamora de Pancho, pero Carmen, su madre, no lo acepta porque él trabaja como mecánico. Carmen quiere una fiesta de quinceaños para Maricruz muy arriba de las posibilidades de la familia y sueña con que su hija se case con un millonario como Sergio, el primo de Beatriz.
Pancho y Maricruz luchan por su amor. Sin embargo, Memo hace creer a Maricruz que ha abusado de ella. Maricruz, por vergüenza, da por terminada su relación con Pancho. Beatriz se enamora de Gerardo, el hermano de Maricruz, quien es adicto a las drogas. Beatriz queda embarazada de él.
Una serie de conflictos surge en la trama: el padre de Maricruz es encarcelado por robo, Memo viola a Leonor, la amiga de Maricruz, a Carmen le roban el dinero de la fiesta de su hija, Beatriz sufre un aborto espontáneo y Sergio se suicida.
Finalmente, Memo termina en la cárcel. Carmen acepta a Pancho y Leonor se arrepiente de intentar separarlo de Maricruz. Por su parte, Beatriz decide dar otra oportunidad a Gerardo porque él le dice que ha cambiado por ella.

## Reparto
- Adela Noriega - Maricruz Fernández Sarcoser
- Thalía - Beatriz Villanueva Contreras
- Ernesto Laguardia - Francisco “Pancho”
- Rafael Rojas - Gerardo Fernández Sarcoser
- Sebastián Ligarde - Guillermo "Memo" López
- Blanca Sánchez - Ana María Contreras de Villanueva
- Jorge Lavat - Roberto Villanueva
- Julieta Egurrola - Carmen Sarcoser de Fernández
- Margarita Sanz - Eduviges Sarcoser
- Luis Bayardo - Ramón Fernández
- Nailea Norvind - Leonor
- Armando Araiza - Chato
- Fernando Ciangherotti - Sergio Iturralde Contreras
- Omar Fierro - Arturo
- Inés Morales - Elvira Contreras Vda. de Iturralde
- Maricarmen Vela - Enriqueta Solórzano
- Roberto Ballesteros - Antonio
- Karen Sentíes - Teresa
- Julieta Bracho - Srta. Palmira
- Silvia Caos - Consuelo
- René Muñoz - Timoteo "Timo"
- Abraham Méndez - Ernesto
- Rosario Granados - Rosalía vda. de Contreras
- Carlos Espejel - Indalecio "Reintegro"
- Alejandra Gollas - Adriana Fernández Sarcoser
- Ana Bertha Espín - Estela
- Christopher Lago - Carlitos
- Lucero Lander - Alicia
- Meche Barba - Lupe
- Marta Aura - Gertrudis
- Enrique Gilabert - Sr. Villarreal
- Ricardo De Loera - Lic. Espinoza
- Alicia Montoya - Licha
- Lucha Moreno - Virginia Campos
- Ana Silvia Garza - Srta. Sofía
- Rolando de Castro Sr. - Arquitecto de la Barrera
- Ana María Aguirre - Cristina
- Pancho Müller - Andrés "Toluco" López
- Gabriel Fernández - El Chamo
- Teo Tapia - Licenciado De La Barrera
- Rosa Elena Díaz - Madre Esperanza
- Enrique Gilabert - Villarreal
- Alejandro Rábago - Anselmo
- Blas García - Teodoro
- Mauricio Ferrari - Padre del Chamo
- Roberto Carrera - Joaquín

## Equipo de producción
- Historia original de: Jorge Durán Chávez
- Adaptación: René Muñoz, Edmundo Báez
- Escenografía: Antonio Novaro
- Ambientación: Ana Elena Navarro
- Diseño de vestuario: Televisa San Ángel
- Tema de entrada: Quinceañera
- Autores: Guillermo Méndez Guiú, Álvaro Dávila
- Intérprete: Timbiriche
- Musicalizador: Jesús Blanco
- Edición: Antonio Trejo
- Edición literaria: Marcia del Río
- Asistentes: Juan José Franco, Javier Azpront
- Coordinación: Diana Aranda
- Jefe de producción: Arturo Lorca
- Asistentes en locación: Guillermo Gutiérrez, Gabriela Ortega
- Directora de diálogos: Mónica Miguel
- Director de cámaras en locación: Guillermo del Bosque
- Director de cámaras: Albino Corrales
- Director de escena: Pedro Damián
- Productora: Carla Estrada

## Banda sonora
- Pandora - Ella se llenó de amor (Tema de Maricruz y Pancho)
- Bryan Adams - Native Son (Tema de Beatriz y Gerardo)
- Miguel Mateos - Cuando seas grande (Tema de Gerardo)
- Michael Jackson - Bad (Tema de Memo)
- Manuel Mijares - El rey de la noche (Incidental)
- Luis Miguel - Cuando calienta el sol (Incidental)
- Stevie Wonder - I Just Called To Say I Love You (Incidental)
- Silvio Rodríguez - Sólo el amor (Incidental)
- Timbiriche - Con todos menos conmigo (Incidental)
- Daniela Romo - Solamente amigas (Incidental)
- Tears for Fears - Shout (Incidental)
- Manuel Mijares - Soñador (Incidental)
- Pandora - Como una mariposa (Incidental)
- Pandora - Cuando no estás conmigo (Incidental)
- Pandora - Tu cariño (Tema de Maricruz y Pancho, escrito especialmente para la telenovela)

Temas instrumentales
- Timbiriche - Quinceañera (Versión instrumental)
- Frank Mills -  My Little Love (Tema de Maricruz y Pancho)
- Vangelis - To The Unknown Man (Tema de Beatriz)
- Pink Floyd - Terminal Frost (Incidental)
- Pink Floyd - Sorrow (Tema de suspenso de Gerardo)
- Mannheim Steamroller - Velvet Tear (Tema de Ana María)
- Mannheim Steamroller - Interlude I (Incidental)
- Mannheim Steamroller - Amber (Incidental)
- Mannheim Steamroller - Mist (Incidental)
- Ramsey Lewis - Melody of Life (Tema de Elvira)
- Tangerine Dream - Remote Viewing (Incidental)
- Tangerine Dream - Kiew Mission (Incidental)

A su vez, para gran parte de la música incidental se usaron en su totalidad los temas del álbum Between Two Worlds perteneciente al destacado compositor de New Age Patrick O'Hearn:
- Rain Maker
- Sky Juice
- Cape Perpetual
- Gentle Was The Night
- Fire Ritual
- 87 Dreams Of A Lifetime
- Dimension D
- Forever The Optimist
- Journey To Yoroba
- Between Two Worlds

## Premios y nominaciones

### Premios TVyNovelas 1988
| Categoría                  | Nominado(a)       | Resultado |
| -------------------------- | ----------------- | --------- |
| Mejor telenovela           | Carla Estrada     | Ganadora  |
| Mejor villano              | Sebastián Ligarde | Ganador   |
| Mejor actriz joven         | Adela Noriega     | Ganadora  |
| Mejor actor joven          | Ernesto Laguardia | Ganador   |
| Mejor revelación femenina  | Thalía            | Ganadora  |
| Mejor revelación masculina | Armando Araiza    | Ganador   |
| Mejor escritor             | René Muñoz        | Ganador   |
| Mejor villana joven        | Nailea Norvind    | Ganadora  |

### Premios El Heraldo de México
| Categoría               | Nominada      | Resultado |
| ----------------------- | ------------- | --------- |
| Mejor telenovela        | Carla Estrada | Ganadora  |
| Mejor actriz revelación | Adela Noriega | Ganadora  |

## Versiones

### Cine
- En 1960, se hizo la primera versión de esta historia bajo el nombre de Quinceañera, protagonizada por Martha Mijares, Tere Velázquez y Maricruz Olivier. Fue dirigida por Alfredo B. Crevenna y escrita por Edmundo Báez y Jorge Durán Chávez[5]

### Televisión
- En 2000, se realizó una adaptación llamada Primer amor... a 1000 x hora, producida por Pedro Damián y protagonizada por Anahí, Ana Layevska, Kuno Becker y Valentino Lanús.
- En 2012, se estrenó una tercera versión llamada Miss XV, emitida por el canal Nickelodeon Latinoamérica en conjunto con Televisa y nuevamente producida por Pedro Damián. Los protagonistas fueron Paulina Goto, Natasha Dupeyrón, Yago Muñoz y Jack Duarte.